# Biblia de Shem Tov
La Biblia de Shem Tov es una Biblia hebrea elaborada por el judío castellano Shem Tov ben Abraham ibn Gaon en su Soria natal en 1312.

## Historia
Shem Tov ben Abraham ibn Gaon fue un rabino, talmudista y cabalista judío oriundo de Soria, ciudad en la que en el siglo XIV existía una importante comunidad judía. Fue en este contexto de intercambio cultural entre judíos y cristianos que Shem Tov redactó su Biblia, de 768 páginas y siguiendo el estilo de los manuscritos iluminados, como los del Beato de Osma.
Shem Tov emprendió a continuación su viaje hasta Tierra Santa, donde esperaba encontrar un lugar más idóneo para la meditación cabalística, llevándose con él su manuscrito. Permaneció en Oriente Próximo por varios siglos, pues figura citada como fuente en una opinión jurídica de David ben Solomon ibn Abi Zimra (rabino sefardí activo en el Levante mediterráneo y Egipto tras la expulsión de los judíos de España, es decir, primeras décadas del siglo XVI) y en varios textos redactados en Damasco. En el siglo XVII pasó al norte de África, primeramente en el actual Túnez y ya en el siglo XIX formaba parte de la colección de la familia Seror de Trípoli (actual Libia). Esta familia la vendió en 1909 al coleccionista judío británico David Solomon Sassoon por 85 libras esterlinas.
Posteriormente ha sido objeto de varias subastas: primeramente en 1984, cuando fue adquirida por un coleccionista europeo anónimo a cambio de 825000 dólares. En 1994, fue vendida de forma privada al coleccionista Jacqui Safra. Fue subastada nuevamente en Sotheby's en Nueva York el 10 de septiembre de 2024 con una estimación previa a la venta de entre 5 y 7 millones de dólares. El precio alcanzado finalmente fue de 6 900 000 dólares, incluyendo comisiones, y la identidad de su comprador no ha trascendido.